# Llau de la Castellana
La llau de la Castellana és una llau del terme de Conca de Dalt, al Pallars Jussà, dins de l'antic terme d'Hortoneda de la Conca, en l'àmbit del poble d'Hortoneda, prop de Segan.
S'origina a l'extrem de llevant de la Solana del Roc Redó, al nord-oest del Serrat de l'Era del Cumó, sota i a migdia de la Font de Jaume de la Sana. És a llevant d'Hortoneda i al nord d'Herba-savina, a prop i al sud-oest de Segan. Des d'aquest lloc davalla cap al sud-oest, i al cap de quasi un quilòmetre i mig de recorregut s'ajunta amb la llau del Grau per tal de formar entre totes dues la llau del Graller.